# 大足石刻站
大足石刻站位於中華人民共和國重慶市大足區南龍鳳村，是成渝中線高速鐵路上的高鐵站，與重慶市郊鐵路合大線併站分場。遠期由大足石刻站引出支線到內江北站再引出支線接入雅眉樂自城際鐵路，打通重慶直達峨眉山的旅遊通道並且開通直達拉薩的列車。規劃中的漢中南充至瀘州的南瀘高鐵和瀘大漢鐵路也有機會進出於大足石刻站，聯通川北南充鐵路樞紐至川南瀘州鐵路樞紐，將有機會通行西北與西南等省市的列車，將進一步提升大足區交通優勢及雙橋經濟技術開發區的區位優勢。

## 歷史
- 2020年8月10日，成渝中线高铁可行性研究阶段采空区专项验收通过。[7]

## 車站設計
- 设计中

## 車站周邊
- 大足石刻
- 渝蓉高速公路
- 南瀘高鐵
- 重慶市郊鐵路合大線
- 瀘大漢鐵路
- 大足登雲橋機場
- 南大瀘高速公路

## 外部連結
- 中国铁路客户服务中心（页面存档备份，存于）